# Marc Toledano
Pour les articles homonymes, voir Toledano (homonymie).
Marc Toledano, né le 15 juin 1917 à Chambourcy (Yvelines) et mort le 31 octobre 1986 à Poissy (Yvelines), est un résistant et écrivain français. Il est notamment l'auteur du récit Le Franciscain de Bourges, qui a été porté au cinéma par Claude Autant-Lara dans le film du même nom (1968).

## Biographie
Marc Cédric Toledano est le fils de l'homme de lettres et journaliste André Toledano (1888-1972) et d'Yvonne Passy (1887-1961), petite-fille de l'économiste Frédéric Passy, membre de l'Académie des sciences morales et politiques et prix Nobel de la Paix en 1901. Marc Toledano a deux frères : Guy, né en 1915, qui sera administrateur civil au ministère des Finances, et Yves (1919-1997).
Il étudie à l'École libre des sciences politiques. En juin 1940, lieutenant après avoir été aspirant à Saumur, il est fait prisonnier par les Allemands et interné en Allemagne ; il réussit à s'évader.
Par la suite, il se rend au siège de la Gestapo de Bourges commandé par Eric Hasse immeuble Leiseing rue Michel de Bourges pour demander des nouvelles de son frère Yves, arrêté comme résistant. Il fera face à  Pierre Paoli interprète et membre de la Gestapo. Il est lui-même arrêté, torturé à plusieurs reprises et finalement emprisonné dans la prison du Bordiot (Maison d'arrêt de Bourges). C'est là qu'il est secouru par le frère Alfred Stanke, moine franciscain allemand, affecté comme gardien-infirmier à la prison ; ce dernier apporte son aide en cachette aux prisonniers et gagne la reconnaissance de nombreux résistants de la région. Vingt-cinq ans plus tard, Toledano raconte son histoire dans Le Franciscain de Bourges (1967). Ce récit, porté au cinéma par Claude Autant-Lara, assure la célébrité du frère Alfred. Marc Toledano est finalement libéré, faute de preuves de son implication dans la Résistance.
À la fin de la guerre, il s'engage dans l'armée du général de Lattre de Tassigny.

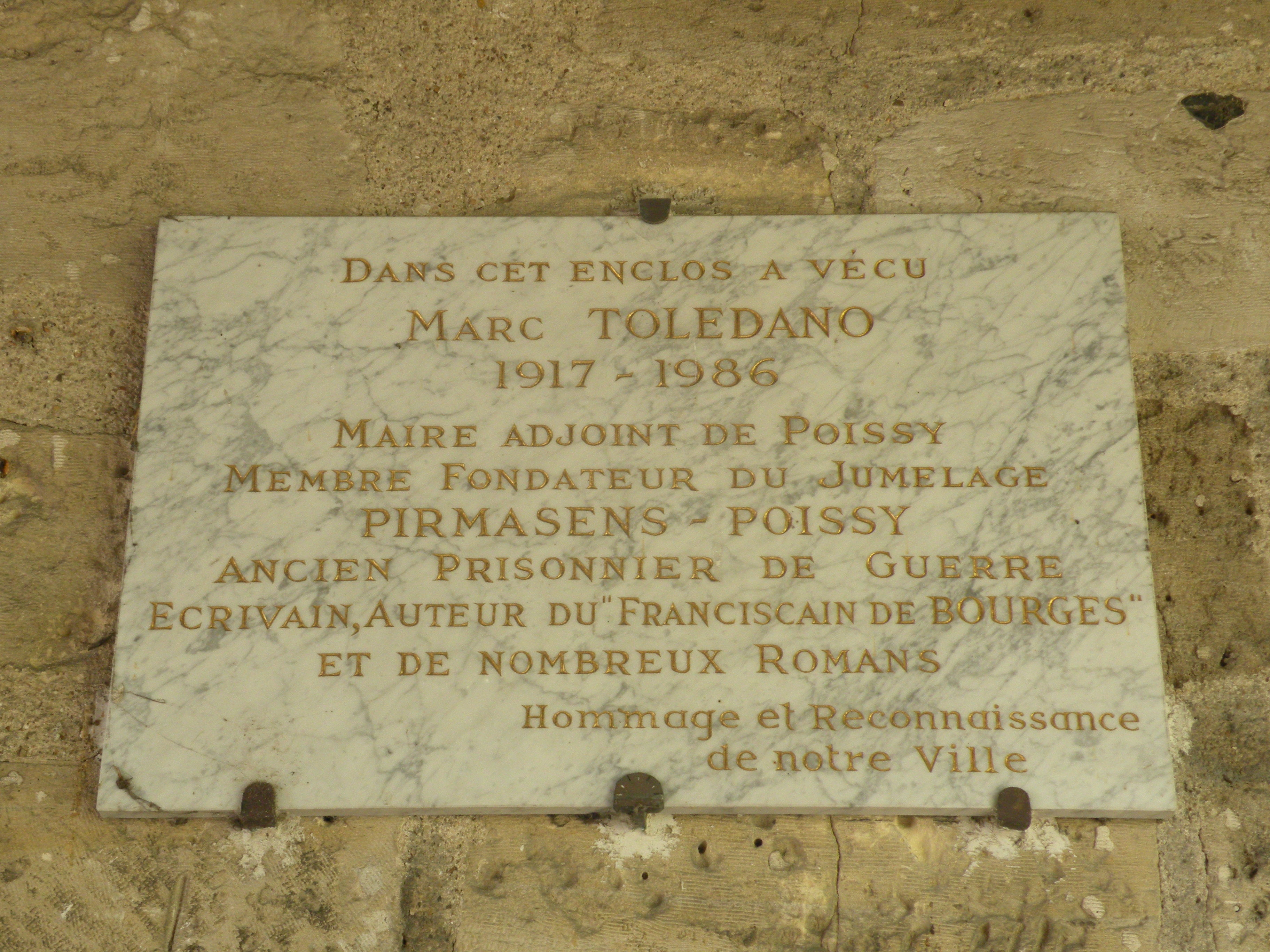
Plaque commémorative à Poissy

Après la guerre, Marc Toledano entre dans les affaires. Il se marie le 10 janvier 1948 à Poissy avec Françoise Inès Arbouin, dont il a trois filles : Anne, Inès et Myriam ; et un garçon, Gilles. Il vit à Poissy dans l'Enclos du Prieuré Saint-Louis, où une plaque apposée par les soins de la ville rappelle son souvenir. Il a été maire adjoint de Poissy.
Il repose au cimetière de la Tournelle à Poissy.

## Œuvres
- Le Franciscain de Bourges, Flammarion, 1967 avec une préface du colonel Rémy ; réédité en 1969, J'ai lu, 319 p. ; réédité en 1973.
- Les Évadés de la Grande Ourse, Paris, Flammarion, 1969, 237 p.
- L'Officier de Magdebourg, Paris, France-Empire, 1983, 260 p.
- Les Wagons de Veynes, Paris, France-Empire, 1983, 195 p.  (ISBN 2-7048-0295-5). Veynes (Hautes-Alpes) en 1943 sous l'occupation italienne.
- La Polonaise de Rodin, Paris, France-Empire, 1986, 294 p.  (ISBN 2704805040). Biographie de Sophie Postolska (1868-1942), aristocrate polonaise, élève et maîtresse d'Auguste Rodin dans la période 1898-1905, d'après son journal intime, des papiers de famille et des lettres échangées avec Rodin[5].